# Lou De Clerck
Lou De Clerck (Opwijk, 18 januari 1937) is een Belgisch voormalig redacteur en bestuurder.

## Levensloop
De Clerck studeerde Germaanse filologie. Hij begon zijn loopbaan op de Brusselsese redactie van de Gazet van Antwerpen als stagiair-journalist. Als journalist hield hij zich vooral bezig met de EEG en de NAVO. In 1973 ging hij aan de slag als hoofdredacteur binnendienst bij de Vlaamse Elsevier.
Vervolgens koos De Clerck voor de politiek. Hij was achtereenvolgens perschef van minister van verkeer Jos Chabert (1975 - '77), CVP-woordvoerder en hoofdredacteur van het partijblad Zeg (1978-'79), woordvoerder van premier Wilfried Martens (1979 - '83) en woordvoerder van de Regering-Martens V (vanaf 1982). Hierop volgend werd hij in 1983 aangesteld als directeur-generaal van het Belgisch Instituut voor Voorlichting en Documentatie (Inbel).
Vervolgens was hij van 1985 tot 1991 hoofdredacteur van de Gazet van Antwerpen. Van 1991 tot 1994 was hij algemeen-hoofdredacteur van de Vlaamse Uitgeversmaatschappij, uitgever van De Standaard en Het Nieuwsblad. Na de overname van Het Volk eind 1994 werd zijn functie als algemeen hoofdredacteur afgeschaft en kreeg iedere krant terug zijn eigen hoofdredacteur. Hij werd hoofdredacteur van Het Nieuwsblad. In september 1995 werd hij uit die functie ontslagen. In oktober 1995 werd hij als hoofdredacteur van deze krant opgevolgd door Pol Van Den Driessche.
Begin 1995 werd De Clerck samen met Paul Goossens interviewer in het discussieprogramma Het Uur van de Waarheid op de zender VT4. Hij bleef dit slechts één seizoen. Begin 1997 ging hij als redactioneel coördinator aan de slag bij de zender The Narrow Casting Company (TNCC). Hij werkte mee aan het programma Medion.